# 황호
황호(黃皓, ? ~ ?)는 중국 삼국시대 촉나라의 환관이자 간신이다. 유선(劉禪)에게 아첨하여 권력을 잡고 나라를 어지럽게 한 그의 행동은 촉나라가 멸망하는 계기가 되었다.

## 생애
황호는 총명하지만 간사한 성품을 지닌 인물로 기록되어 있다. 그러나 동윤(董允)이 조정의 기강을 유지하고 황호를 자주 꾸짖었기에 벼슬이 황문승(黃門丞)에 머물렀다.
245년 동윤이 죽자, 촉나라의 대장군 비의(費禕)는 선조랑(選曹朗) 진지(陳祗)가 동윤의 뒤를 잇도록 했다. 그러나 황호가 진지와 결탁하여 유선에게 아부하자 승진을 거듭하여 황제를 직접 받드는 중상시(中常侍)가 되었다.
258년에는 정사를 완전히 장악하였고, 황호의 위세와 권력에 대신은 모두 뜻을 굽히고 따랐으나, 황호는 자신이 좋아하지 않는 자들의 관직길을 막아버리거나 손해를 끼쳤다. 그러나 황호가 자신에 영합하는 무리를 모았음에도 촉서 동윤전이나 화양국지를 보면 황호가 내정을 전횡하자 촉나라 사람들이 다들 황호를 막은 동윤을 그리워했다. 황호는 권력을 쥐고 흔들어 국가를 전복시키는 지경에까지 이르게 했다.
상서령 번건(樊建)은 황호와 왕래하지 않았다. 나헌은 황호와 함께하지 않아, 황호의 미움을 사 파동태수로 좌천되었다. 유선의 이복동생인 감릉왕(甘陵王) 유영(劉永)이 황호를 미워하는 기색을 보이자, 유영을 모함하여 10여 년 동안 조정에 나오지 못하게 했다. 또 대장군 강유(姜維)를 몰아내고 자신과 결탁한 우장군(右將軍) 염우(閻宇)로 대신하게 하려고 했다. 이를 눈치챈 강유가 유선에게 황호를 죽이라고 청하였으나 받아들여지지 않았고, 황호는 유선의 명령에 따라 강유를 찾아가 사과하였다. 그러나 강유는 후환을 두려워하여 답중(沓中)으로 가 둔전할 뿐 다시 성도(成都)로 돌아오지 못했다. 극정은 황호의 사랑도 미움도 받지 않아 수십년 간 승진하지 못했으며 참언도 받지 않았다. 진수는 황호에게 굽히지 않아 거듭 강등되었다.
황호 집권시의 평가는 좋지 않아, 정사를 어지럽힌다고 했다.
262년 강유가 위나라에서 촉을 공격하려 한다고 알려오자, 황호는 “적은 오지 않을 것”이라고 점친 무당의 말을 유선에게 말하고 강유가 보낸 글의 내용은 조정에 알리지 않았다. 그러나 다음 해에 위군이 쳐들어와 곳곳에서 촉군을 격파하였고, 위군과 싸우던 제갈첨의 아들 제갈상은 황호를 죽이지 못한 것을 한스러워하며 죽었다. 등애(鄧艾)가 군사를 이끌고 성도에 이르자 유선은 스스로 몸을 묶고 나아가 항복하여 촉나라는 멸망하였다.
원래 등애는 황호가 간악한 인물이라는 말을 듣고 죽이려 했으나 황호가 등애의 부하에게 뇌물을 준 덕에 목숨을 부지하였고, 그 이후의 삶은 기록되어 있지 않다.

## 《삼국지연의》에서의 황호
삼국지연의에서는 등애와 사마망이 강유에게 패배하자 양양 사람 당균(黨均)을 시켜 성도의 황호에게 뇌물을 바치게 했다. 뇌물을 받은 황호는 당균과 함께 강유가 위나라에 항복하려 한다는 헛소문을 퍼뜨려 강유는 군사를 물리게 되었다.
가충(賈充)이 사마소에게 강유를 암살할 것을 건의하자, 종사중랑(從事中郎) 순욱(荀勖)은 강유가 답중에 머무르는 것이 황호의 농간 때문이므로 군사를 보내 촉나라를 정벌해도 이길 수 있다고 주장했다.
황호가 등애 부하에게 뇌물을 바쳐 죽음을 면한 것은 사서의 기록과 같으나, 유선이 낙양에 도착해 안락공(安樂公)에 봉해진 후 사마소에 의해 저자에서 능지 처참당하는 것으로 나와 있다.
그 외의 나머지 부분은 사서의 기록들과 비슷하다.

## 같이 보기
- 잠혼